# Appleton (Wisconsin)
Appleton is een stad in de Amerikaanse staat Wisconsin, gelegen aan de rivier Fox, 161 kilometer ten noorden van Milwaukee. In 2005 had de stad 70.217 inwoners.
Appleton is de hoofdstad van de Appleton, Wisconsin Metropolitan Statistical Area, een deel van het Combined Statistical Area Appleton-Oshkosh-Neenah, Wisconsin. Het gebied heeft totaal ongeveer 350.000 inwoners. Verder is Appleton county seat in Outagamie County terwijl die uitgestrekt is over de grenzen en deels ligt zowel in Calumet County als in Winnebago County.

## Partnersteden
- Koergan (Rusland)

## Geboren in Appleton
- Greta Van Susteren (1954), journaliste
- Willem Dafoe (1955), acteur
- Esmir Bajraktarević (2005), Bosnisch-Amerikaans voetballer